# اس‌اس سامرزبی
اس‌اس سمرسبی (به انگلیسی: SS Somersby) یک زیردریایی بود که طول آن ۴۲۱٫۲ فوت (۱۲۸٫۴ متر) بود. این زیردریایی در سال ۱۹۳۰ ساخته شد.